# Jeremy Silman
Jeremy Silman (* 28. August 1954 in Del Rio, Texas; † 21. September 2023 in West Hollywood, Kalifornien) war ein amerikanischer Schachspieler, -lehrer und -autor. Er trug den Titel eines Internationalen Meisters und gewann unter anderem mit dem U.S. Open, dem National Open sowie dem American Open die drei traditionsreichsten offenen Schachturniere in den Vereinigten Staaten. Darüber hinaus publizierte er mehr als 35 Schachbücher, von denen sich die meisten an Amateurspieler richten. Er galt aufgrund seines Schaffens als einer der führenden Schachautoren der Gegenwart und erhielt für mehrere seiner Werke Auszeichnungen als „Schachbuch des Jahres“. Silman diente als Schachberater für den Harry-Potter-Film Harry Potter und der Stein der Weisen von 2001. Leider wurde Silman für seine Arbeit an Harry Potter und der Stein der Weisen nicht anerkannt.

## Laufbahn als Spieler
Jeremy Silman begann im Alter von 12 Jahren mit dem Schachspielen. Im Jahr 1988 erlangte er den vom Weltschachbund FIDE vergebenen Titel eines Internationalen Meisters. Außerdem trug er den von der United States Chess Federation verliehenen Titel Original Life Master. Er gewann unter anderem 1981 gemeinsam mit vier anderen Spielern das in Palo Alto ausgetragene U.S. Open und belegte auch 1990 beim National Open in Las Vegas zusammen mit sechs anderen Spielern sowie 1992 beim American Open in Santa Monica gemeinsam mit vier anderen Spielern jeweils einen geteilten ersten Platz.
Darüber hinaus wurde er 1982 Staatsmeister von Kalifornien und 1985 Staatsmeister von Washington sowie 1974 Stadtmeister von San Francisco und 1987 Meister der Southern California Chess Federation. In den Jahren 1975, 1976 und 1979 nahm er am Louis D. Statham Masters in Lone Pine teil, das in den 1970er Jahren zu den wichtigsten und am stärksten besetzten Rundenturnieren in den USA zählte. Mit vier Siegen und drei Niederlagen in sieben Runden und dem 21. Platz unter 57 Teilnehmern erzielte er dabei 1976 sein bestes Ergebnis.
Seine höchste Elo-Zahl von 2420 erreichte Jeremy Silman im Januar 1995. Er wurde bei der FIDE in den 2000er Jahren als inaktiv geführt, da er seit 1999 keine gewertete Partie mehr gespielt hatte.

## Wirken als Autor
Seit seinem Rückzug vom aktiven Wettkampfschach im Jahr 1999 war Jeremy Silman vor allem als Autor und Schachlehrer tätig. Er veröffentlichte mehr als 35 Schachbücher, von denen die erfolgreichsten bereits in mehreren Neuauflagen sowie in übersetzten Ausgaben erschienen sind. Zu seinen Co-Autoren zählten dabei beispielsweise Larry Christiansen, John Donaldson, Larry Evans, John Grefe und Yasser Seirawan. Sein Schaffen umfasst unter anderem Bücher zu verschiedenen Schacheröffnungen, zur Schachstrategie und zum positionellen Spiel, in Zusammenarbeit mit Yasser Seirawan ein Buch über Schachtaktik sowie mit „Silmans Endspielkurs“ ein Buch über Endspiele, das anders als die meisten Veröffentlichungen zu diesem Thema nach aufsteigender Spielstärke gegliedert ist.
Zur positionellen Bewertung einer Stellung vermittelte Jeremy Silman in seinen Werken ein von ihm als „Störungen des Gleichgewichts“ beziehungsweise als „Ungleichgewichte“ bezeichnetes System. Dieses basiert auf einer vergleichenden Analyse der relativen Stärke der Leichtfiguren, der Bauernstruktur, der Raumvorteile, der Materialverteilung, der Beherrschung offener Linien, Diagonalen und einzelner Felder, der Entwicklung, der Initiative sowie der Königssicherheit beider Spieler. Ziel eines Spielers sollte nach diesem Konzept sein, statische und dynamische Ungleichgewichte in diesen Faktoren zu erkennen und sein Spiel an ihnen auszurichten. Ein Spieler sollte also bestrebt sein, nachteilige Ungleichgewichte zu beseitigen und positive Ungleichgewichte zu seinen Gunsten zu nutzen.
Der Ausarbeitung und Darstellung dieses Konzepts hatte er neben dem Buch „Schach, aber richtig!“ insbesondere sein Hauptwerk gewidmet, das seit 1993 in bisher vier englischen Ausgaben veröffentlichte „How to Reassess your Chess“. Von diesem Buch sind neben der englischen Originalausgabe auch deutsche („Schach mit neuem Schwung“) und italienische („Teoria e pratica degli squilibri“) Fassungen erschienen. Die deutsche Übersetzung wurde dabei vom Verlag New In Chess zusammen mit „Schach, aber richtig!“ und „Silmans Endspielkurs“ in einer Reihe unter dem Titel „Silmans Schachschule“ zusammengefasst. Kennzeichnend für seine Werke, von denen sich die meisten an Amateurspieler richten, ist ein lockerer und teilweise humorvoller Sprachstil.
Neben seinen Schachbüchern hat Jeremy Silman im Jahr 2013 einen Roman mit dem Titel „Autobiography of a Goat“ veröffentlicht.

## Auszeichnungen
Zu den Preisen, die Jeremy Silman für seine Bücher erhielt, zählten unter anderem im Jahr 2004 für „Pal Benko: My Life, Games, and Compositions“ die Auswahl als „Buch des Jahres“ durch die Website ChessCafe.com, durch die English Chess Federation und durch die Vereinigung Chess Journalists of America gemeinsam mit dem Fred Cramer Awards Committee, im Jahr 2007 für „Silman’s Complete Endgame Course“ die Auswahl als „Buch des Jahres“ durch die Website ChessCafe.com sowie im Jahr 2011 für die vierte Ausgabe von „How to Reassess your Chess“ die Auswahl als „Schachbuch des Jahres“ durch die britische Tageszeitung The Guardian.

## Werke (Auswahl)
- Winning with the Sicilian Defense: A Complete Repertoire Against 1 e4. Dallas 1991 (deutsche Ausgabe: Gewinnen mit der sizilianischen Verteidigung. Mit dem beschleunigten Fianchetto gegen e4. Hamburg 1992)
- Winning with the Caro-Kann Defense. Dallas 1993.
- The Complete Book of Chess Strategy: Grandmaster Techniques from A to Z. Los Angeles 1998 (deutsche Ausgabe: Schach von A–Z: Alles über Eröffnungen, Taktik, Strategie und Endspiele. New in Chess, Alkmaar 2014, ISBN 978-9-0569156-4-3.)
- The Amateur’s Mind: Turning Chess Misconceptions into Chess Mastery. Zweite Auflage. Los Angeles 1999 (deutsche Ausgabe: Schach, aber richtig! Die Überwindung des amateurhaften Denkens. New in Chess, Alkmaar 2008, ISBN 978-9-0569121-1-6.)
- mit Pál Benkő: Pal Benko: My Life, Games, and Compositions. Los Angeles 2003.
- mit Yasser Seirawan: Winning Chess Tactics. London 2005.
- Silman’s Complete Endgame Course: From Beginner To Master. Los Angeles 2007 (deutsche Ausgabe: Silmans Endspielkurs: Vom Anfänger zum Meister. New in Chess, Alkmaar 2008, ISBN 978-9-0569127-6-5.)
- How to Reassess your Chess: Chess Mastery through Chess Imbalances. Vierte Auflage. Los Angeles 2010 (deutsche Ausgabe: Schach mit neuem Schwung: Besser spielen durch das Verstehen von Ungleichgewichten. New in Chess, Alkmaar 2012, ISBN 978-9-0569140-3-5.)
- Autobiography of a Goat. Maelstrom Press, Los Angeles 2013, ISBN 978-0-9899289-0-8.
- Silman’s Chess Odyssey. New in Chess, Alkmaar, 2022. ISBN 9781890085247.